# Семьон Франк
Семьон Франк (на руски: Семён Франк) е руски философ. Изпитва влияние от Владимир Соловьов, Николай Кузански и Бенедикт Спиноза.

## Биография
Роден е на 16 януари 1877 година в еврейско семейство в Москва. Завършва Юридическия факултет на Московския университет. През 1912 година става частен доцент в Санктпетербургския университет. В същата година приема православието. През 1915 г. защитава магистратура, в която засяга онтологическите условия на възможността за интуицията като непосредствено възприемане на реалността.
През 1918 година публикува книгата „Душата на човека“, която представя като дисертация за придобиване на докторска степен, но до защита заради политическите катаклизми така и не се стига. През 1917 година оглавява Историко-филологическия факултет на младия Саратовски университет, а през 1921 година поема катедрата по философия на Московския университет.
През 1922 година е изгонен от Съветска Русия и се установява в Берлин, където преподава история на руската литература в Берлинския университет. Става член на Религиозно-философската академия, ръководена от Николай Бердяев, с когото работи още в Москва.
През 1930 година се премества във Франция, а през 1945 година отива в Лондон.
Умира на 10 декември 1950 година.